# Michelangelo Schipa
Michelangelo Schipa (Lecce, 4 ottobre 1854 – Napoli, 4 ottobre 1939) è stato uno scrittore e storico italiano.
Fu uno dei firmatari del manifesto degli intellettuali antifascisti redatto nel 1925 da Benedetto Croce.

## Biografia
Laureatosi presso la Regia Università di Napoli nel 1877, Michelangelo Schipa insegnò storia in diversi licei a Napoli, Salerno e Maddaloni, tra cui la prestigiosa Scuola Militare Nunziatella (1889). Docente titolare di Storia e Geografia presso il Regio Istituto Tecnico e Nautico Giovan Battista Della Porta (1899-1900) di Napoli, poi libero docente di storia moderna dal 1890, tornò all'Università di Napoli per insegnare dapprima geografia e in seguito per reggere la cattedra di storia moderna, che tenne fino al 1929.
Si occupò prevalentemente di storia del Mezzogiorno d'Italia, segnalandosi in particolare per la felice traduzione del testo di Ferdinand Hirsch su Il ducato di Benevento sino alla caduta del regno longobardo: contributo alla storia dell'Italia meridionale nel medio evo (ed. Roux, Torino 1890). I suoi studi più conosciuti hanno riguardato le principali vicende della storia del Regno di Napoli e, all'interno di essa, fra l'altro, la vita e le opere di Masaniello.
Partecipò attivamente, con gli amici Giuseppe de Blasiis e Bartolommeo Capasso, alle iniziative intraprese dalla Società napoletana di storia patria, di cui fu lungamente socio. Fu tra i fondatori, nel 1892, della nota rivista di topografia e arte napoletana Napoli nobilissima. Insieme a Benedetto Croce e ad altri intellettuali napoletani fondò la Società dei Nove Musi.
Nel 1924, in occasione del settimo centenario dell'ateneo "Federico II" scrisse, insieme a Francesco Torraca, Gennaro Maria Monti, Riccardo Filangieri di Candida, Nino Cortese, Alfredo Zazo e Luigi Russo, la Storia della Università di Napoli, pubblicata per l'editore Ricciardi.
Socio dell'Accademia Nazionale dei Lincei dal 1926, tra i suoi allievi vi furono Aurelio Marena, Ernesto Pontieri, Ruggero Moscati, Walter Maturi e Leopoldo Cassese.

## Scritti principali
- Alfano I, arcivescovo di Salerno. Studio storico-letterario, Stabilimento tipografico nazionale, Salerno 1880
- Storia del Principato Longobardo di Salerno, Tip. Giannini & Figli, Napoli 1887
- Carlo Martello angioino, Tip. Giannini & Figli, Napoli 1890
- Le Italie del Medio Evo. Per la storia del nome d'Italia, Tip. Giannini & Figli, Napoli 1895
- Storia del ducato napoletano, Tip. Giannini & Figli, Napoli 1895
- Un ministro napoletano del secolo XVIII. Domenico Caracciolo, Pierro, Napoli 1897
- Il Regno di Napoli al tempo di Carlo di Borbone, Pierro, Napoli 1904
- Contese sociali napoletane nel Medio Evo, Pierro, Napoli 1906
- La pretesa fellonia del duca d'Ossuna 1619, Pierro, Napoli 1911
- La così detta rivoluzione di Masaniello: da memorie contemporanee inedite, Pierro, Napoli 1918
- Il Mezzogiorno d'Italia anteriormente alla monarchia: ducato di Napoli e principato di Salerno, Laterza, Bari 1923
- Nobili e popolani in Napoli nel Medioevo in rapporto all'Amministrazione municipale, Leo Olschki, Firenze 1925
- Masaniello, Laterza, Bari 1925
- Napoletani in Lombardia nella campagna del 1848: da un manoscritto inedito, Società napoletana di Storia Patria, Napoli 1928
- Albori di Risorgimento nel Mezzogiorno d'Italia, premessa di Gioacchino Volpe, Miccoli, Napoli 1938
- Nel Regno di Ferdinando IV Borbone, Vallecchi, Firenze 1938
- Storia del principato longobardo di Salerno, a cura di Giuseppe Galasso, Arnaldo Forni Editore, Bologna 1974